# Éster ceroso

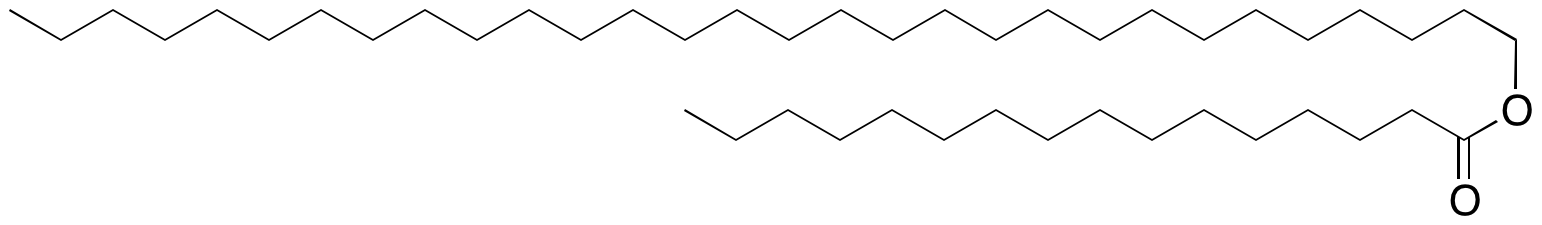
El triacontanol palmitato es un típico ester ceroso, derivado de un alcohol graso, el triacontanol y un ácido graso, el ácido palmítico.

Un éster ceroso es un compuesto químico que pertenece a la familia de los ésteres, está formado por la combinación de un ácido graso y un alcohol graso. Los ésteres cerosos poseen unas características químicas similares a los triglicéridos, pero son indigeribles, por no poseer el aparato digestivo humano la lipasa necesaria para su metabolización. Por ello cuando se ingieren se expulsan sin alterar a través de las heces, provocando un efecto laxante. Los ésteres cerosos se encuentran en algunas especies de peces, como el escolar negro (Lepidocybium flavobrunneum) y el escolar calvo. También en copépodos marinos. En la especie humana, los ésteres serosos son uno de los componentes de la secreción producida por las glándulas sebáceas situadas en la piel.  Asimismo forman parte de diversas plantas, por ejemplo la jojoba y de algunas bacterias como el Acinetobacter.